# 莫斯都岩畫
莫斯都岩畫位於四川省阿壩藏族羌族自治州馬爾康縣，文物遺址年代判定為商周。2007年6月1日公佈為四川省第七批文物保護單位。